# Emilio Mignone
Emilio Fermin Mignone (* 23. Juli 1922 in Luján, Argentinien; † 21. Dezember 1998 in Buenos Aires) war ein argentinischer Anwalt und Gründer des Zentrums für Rechts- und Sozialwissenschaften.

## Leben
Der Sohn eines Kaufmanns und einer Lehrerin besuchte die Schule der Brüder Marista in Luján und studierte Rechtswissenschaft an der Universität von Buenos Aires. In der Zeit des spanischen Bürgerkriegs (1936–1939) war er Präsident der Acción Católica Argentina und gab die Zeitung Antorcha (Fackel) heraus.
Seit der ersten Amtsperiode von Präsident Juan Perón arbeitete Mignone für das argentinische Justizministerium. Er war ein frommer Katholik und glühender Peronist. Er war verbunden mit dem Staatsrechtler Arturo Sampay, dem Vater der Reforma constitucional argentina de 1949. Zwischen 1949 und 195 war er Generaldirektor der Schulen der Provinz zwischen. In dieser Zeit heiratete er die Lehrerin Paula Angelica Sosa ("Chela"), mit der er fünf Kinder hatte. 
Danach, in den frühen 1960er Jahren in Washington, DC, war er Spezialist in der Bildungspolitik für die Organisation Amerikanischer Staaten.
1973 wurde er Gründungsrektor der Universidad Nacional de Luján in seiner Heimatstadt. 1976 ging er in den Ruhestand und schrieb Lehrbücher über staatsbürgerliche Erziehung. 
Im Mai 1976, zwei Monate nach dem Beginn der Militärdiktatur, betrat eine Gruppe bewaffneter Männer sein Haus und verhaftete seine 24-jährige Tochter Mónica. Trotz intensiver Suche und zahlreichen Gesprächen mit der Regierung und dem Militär sahen er und seine Frau ihre Tochter nie wieder. Wie sie später erfuhren, waren die Männer Mitglieder der argentinischen Marine. Zur Unterstützung der Suche nach seiner Tochter und den vielen anderen Desaparecidos gründete Mignone 1979 das Centro de Estudios Legales y Sociales (CELS; Zentrum für Rechts- und Sozialwissenschaften), das auch ausführliche Aufzeichnungen über Tausende von Fällen des Verschwindens, Entführung, Folter und Mord aufstellte. Das Zentrum bietet auch rechtlichen Beistand für die Opfer und ihre Angehörigen. Von April 1977 bis Dezember 1978 strengten sie die Perez de Smith Fälle an.
Mignone leitete die öffentlichen Aufklärungskampagnen und Zusammenarbeit mit ausländischen Regierungen und internationalen Menschenrechtsorganisationen, darunter die Vereinten Nationen Human Rights Commission, so dass die Lage der Menschenrechte in Argentinien nicht in Vergessenheit geriet. Als er und fünf weitere Direktoren des Zentrums im Februar 1981 verhaftet und ihre Büros durchsucht wurden, führten internationale Proteste eine Woche später zu ihrer Freilassung. Zuletzt hatte er einen Posten bei der Comisión Nacional de Evaluación y Acreditación Universitaria.
Seine Frau wurde Gründungsmitglied der Madres de Plaza de Mayo, einer Gruppe von Müttern der Verschwundenen, die wöchentliche Mahnwachen für ihre Kinder auf einem Platz gegenüber dem Präsidentenpalast (Plaza de Mayo) abhalten. 
Als 1998 geplant war, die Escuela de Mecánica de la Armada (ESMA) abzureißen, beteiligte Mignone sich an Demonstrationen gegen diesen Plan. Die ESMA wurde später ein Museum der Erinnerung. 
Sein Nachfolger im CELS, Horacio Verbitsky, behauptete später (um 2013), Mignone habe die Ansicht vertreten, dass der spätere Papst Franziskus, Jorge Mario Bergoglio, sich der Komplizenschaft mit dem Militär schuldig gemacht habe.

## Veröffentlichungen
- Derechos Humanos y Sociedad: El Caso Argentino
- Witness to the Truth: The Complicity of Church and Dictatorship in Argentina, 1976–1983
- Iglesia y Dictadura
- Educación Civica
- Politica y Universidad: El Estado Legislador
- Universidad Nacional de Lujan. Origen y evolución
- 500 años de evangelización en América Latina
- Alfonsin’s Argentina. The ties that bind
- Les Disparus d’Argentine. Responsabilite d’une eglise, martyre d’un peuple
- Estrategia represiva de la dictadura militar. La doctrina del „paralelismo global“
- Calidad y evaluación universitaria
- Constitución de la Nación Argentina, 1994. Manual de la reforma
- Iglesia Católica. A los diez años
- The Catholic Church and the Argentine democratic transition

## Belege
1. ↑  http://www.britannica.com/EBchecked/topic/381829/Emilio-Fermin-Mignone
2. ↑  Archivierte Kopie (Memento des Originals vom 2. September 2010 im Internet Archive)  Info: Der Archivlink wurde automatisch eingesetzt und noch nicht geprüft. Bitte prüfe Original- und Archivlink gemäß Anleitung und entferne dann diesen Hinweis.
3. ↑  http://www.desaparecidos.org/arg/victimas/m/mignone/
4. ↑  Iain Guest: Behind the Disappearances; S. 9f
5. ↑  Justicia para Mónica y el legado de su padre, 4. Dezember 2017, abgerufen am 10. Februar 2023.
6. ↑  http://constitucion.webcindario.com/habeascorpus.htm
7. ↑  Archivlink (Memento vom 11. Mai 2016 im Internet Archive)
8. ↑  http://www.havanatimes.org/?p=89601